# Brachyrhopala rubrithorax
Brachyrhopala rubrithorax är en tvåvingeart som beskrevs av Clements 2000. Brachyrhopala rubrithorax ingår i släktet Brachyrhopala och familjen rovflugor. Inga underarter finns listade i Catalogue of Life.